# My Arms, Your Hearse
| 전문가 평가         | 전문가 평가 |
| 평가 점수           | 평가 점수   |
| 출처                | 점수        |
| ------------------- | ----------- |
| AllMusic            | [ 1 ]       |
| Chronicles of Chaos | [ 2 ]       |
| Metal Crypt         | 4.75/5      |
| Metal Storm         | 9.7/10      |
| Sea of Tranquility  | [ 5 ]       |
| Sputnikmusic        | [ 6 ]       |
| Tartarean Desire    | [ 7 ]       |
| Terrorizer          | [ 8 ]       |

《My Arms, Your Hearse》는 1998년 8월에 발매된 스웨덴의 프로그레시브 메탈 밴드 오페스의 세 번째 스튜디오 음반이다. 이 음반은 유럽의 캔들라이트 레코드, 미국의 센추리 블랙을 통해 동시에 발매된 밴드의 첫 번째 음반이었다.

## 배경
《My Arms, Your Hearse》는 드러머 마틴 로페즈가 안데르스 노르딘이 떠난 후 오페스가 이 장소를 찾기 위해 게재한 신문 광고에 답변한 첫 번째 오페스 음반이다. 얼마 지나지 않아 밴드는 로페즈의 친구이자 이전 밴드 동료였던 마르틴 멘데스도 데려왔다. 그러나 멘데스는 음반의 베이스 부분을 배우기에 충분한 시간이 없었기 때문에 프론트맨 미카엘 오케르펠트가 전체 녹음 세션에서 베이스를 연주했다. 《My Arms, Your Hearse》에 수록된 곡들은 모두 10분 이내로 짧은 반면, 오페스의 이전 음반인 《Morningrise》에서는 모든 곡이 이 길이를 초과한다. 이 음반은 (캔들라이트 레코드의) 리 배럿에게 헌정되었다.
이 음반의 제목은 밴드 코머스의 노래 〈Drip, Drip〉의 가사에서 따왔다.
오케르펠트는 오페스의 첫 번째 콘셉트 음반을 만들기 위해 음악이 작곡되기 전에 모든 가사를 썼다. 각 곡은 다음 곡의 제목으로 끝난다. 예를 들어, 〈April Ethereal〉은 다음 트랙의 이름인 "when"으로 끝난다.

## 커버 아트
이 음반의 커버는 그들의 기타리스트 페테르 린드그렌에 의해 포착되었다. 원본 사진은 1997년 말 스웨덴 어딘가에서 찍혔다. 그 효과는 나중에 추가되었다. 가운데 보이는 인물은 화장을 한 린드그렌의 여자친구다.

## 곡 목록
모든 곡들은 특별한 언급이 없는 한 미카엘 오케르펠트에 의해 작사/작곡하였다.
| #  | 제목                  | 작사·작곡                   | 재생 시간 |
| -- | --------------------- | --------------------------- | --------- |
| 1. | 〈Prologue (기악)〉   |                             | 1:00      |
| 2. | 〈April Ethereal〉    |                             | 8:40      |
| 3. | 〈When〉              |                             | 9:14      |
| 4. | 〈Madrigal (기악)〉   |                             | 1:26      |
| 5. | 〈The Amen Corner〉   |                             | 8:43      |
| 6. | 〈Demon of the Fall〉 | 오케르펠트, 페테르 린드그렌 | 6:13      |
| 7. | 〈Credence〉          |                             | 5:26      |
| 8. | 〈Karma〉             |                             | 7:52      |
| 9. | 〈Epilogue (기악)〉   |                             | 3:59      |